# Мтарфа
Мтарфа (мальт. L-Imtarfa) — невелике містечко в північному регіоні Мальти з населенням 2572 людини станом на березень 2014 року. Раніше вважалось передмістям Рабата, однак у 2000 році стало окремим муніципалітетом Мальти.

## Історія
У римський період Мтарфа була передмістям Меліти, і тут знаходився храм Прозерпіни. Руїни храму були знищені в 17-18 століттях, а каміння було повторно використано в інших будівлях. Значні залишки самого передмістя, включаючи облаштування вулиць і багато гробниць, збереглися до кінця 19 століття. У 1890 році у Мтарфі почалось будівництво британських військових казарм під час якого було знищено більшість римських залишків.
Одна з найстаріших каплиць, які збереглись до наших днів вперше була зареєстрована у 1460 році та присвячена Святій Люсії. Зараз релігійна споруда не використовується регулярно.
Годинникова вежа, яка нині є визначною пам’яткою Мтарфи, була побудована в 1895 році.
Військово-морський госпіталь RNH Mtarfa, був створений під час Першої світової війни, і зараз його перетворено на державну середню школу, названу на честь сера Темі Замміта.
Після того, як британці залишили Мальту, збудовані ними казарми були повторно використані для багатьох цілей, зокрема для соціального житла. У 1988 році архітекторам Кіту Коулу та Джозефу Спітері було доручено змінити казарми та перетворити їх на будинки для приблизно 2000 осіб. Після завершення реконструкції казарм, вони проєктували нові квартири та будинки в Мтарфі.

## Політика та адміністрування

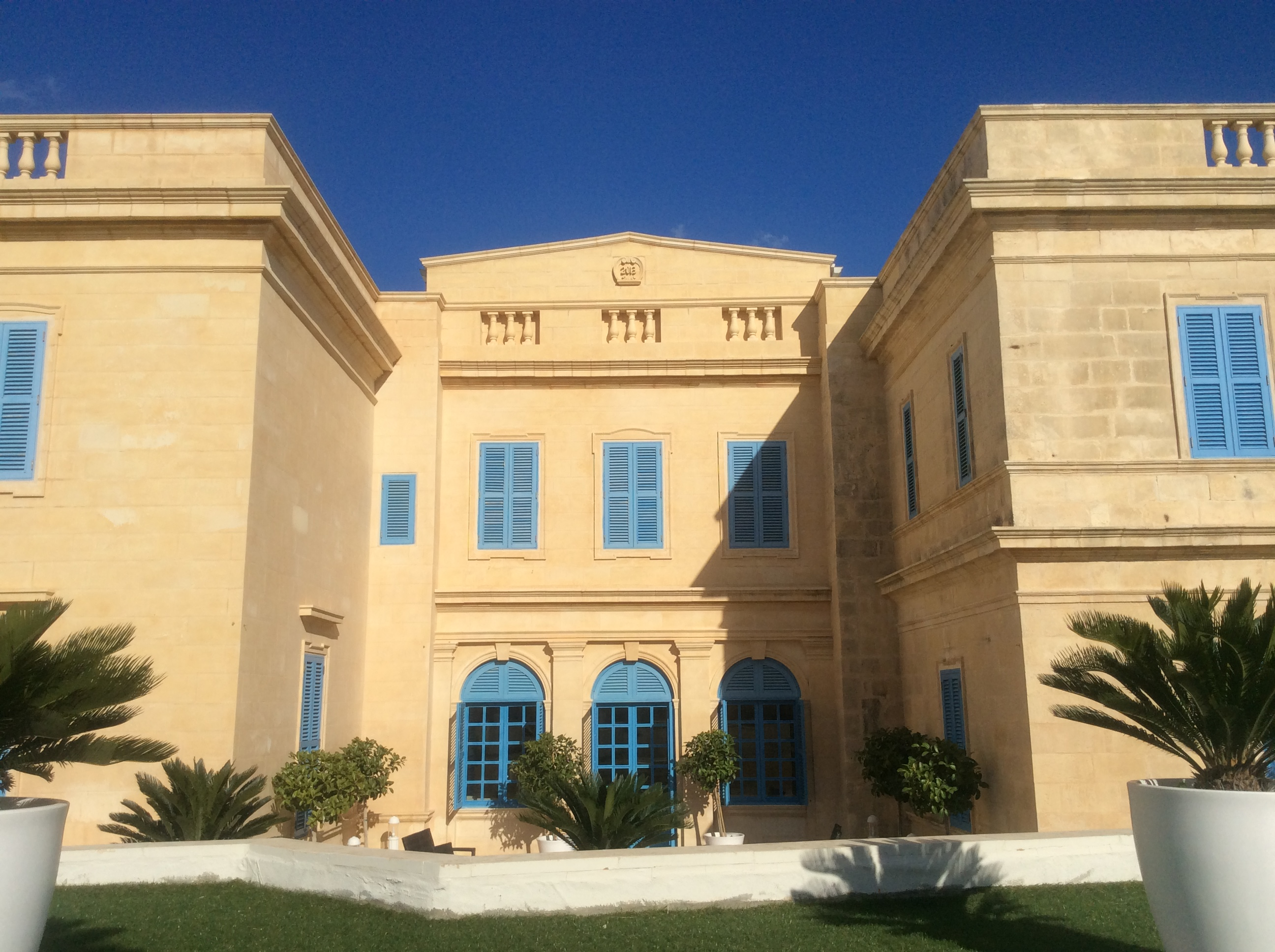
Дар Кенн Гхал Сахтек

У 1993 році на Мальті були створені перші муніципалітети, і Мтарфа була включено до Рабата. Після внесення поправок до Закону про місцеві муніципалітети у 2000 році Мтарфа перестала бути частиною Рабата.
У квітні 2008 року через те, що рада не збиралася принаймні раз на місяць, як того вимагає Закон про місцеву раду, прем’єр-міністр Лоуренс Гонзі рекомендував президенту Республіки розпустити муніципалітет. Після цього у місті відбулися чергові вибори до муніципалітету.
Мтарфа була оголошена автономною пастирською зоною у 2000 році, а 8 грудня 2004 року стала незалежною парафією в деномінації Римо-Католицької Церкви. Місцева парафіяльна церква присвячена Святій Люсії.

## Спорт
Мтарфа має власний футбольний клуб «Мтарфа ФК». Заснований у 2006 році, клуб вперше в історії взяв участь у Третьому дивізіоні Мальти в сезоні 07/08. Вони увійшли до Мальтійської футбольної асоціації замість клубу «Ta' Xbiex», який втратив свій статус через постійні низькі результати в найнижчому з мальтійських дивізіонів. У сезоні 22/23 «Мтарфа ФК» грає в Мальтійській лізі викликів (другий дивізіон за силою).
Чемпіон світу 2000 року зі спідвею Марк Лорам народився у Мтарфі, однак представляв на змагання Велику Британію. Британський велогонщик Девід Міллар також народився в Мтарфі та виграв золоту медаль, представляючи Мальту на Іграх малих держав Європи 2001 року.

## Зони в Мтарфі

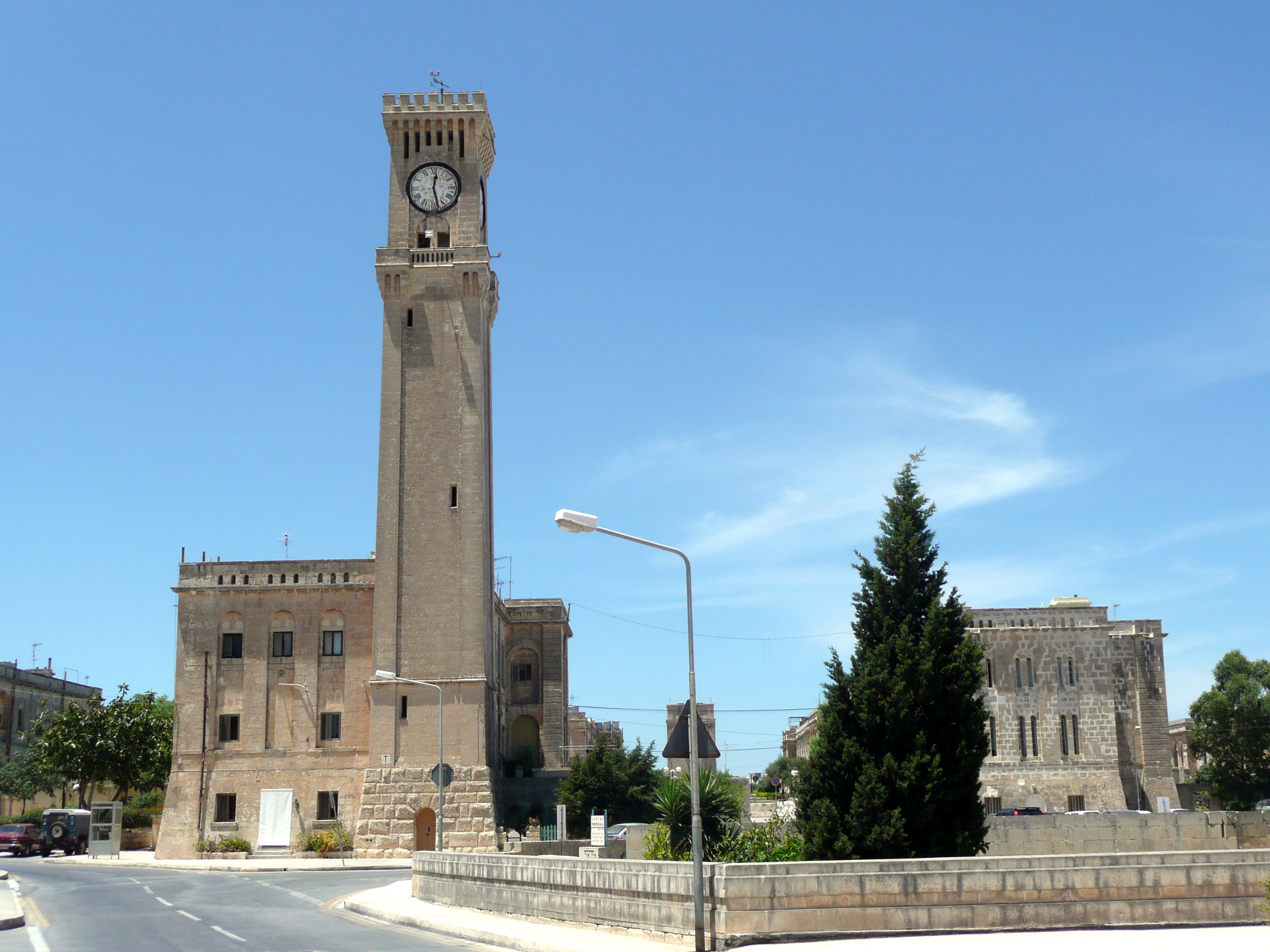
Годинникова вежа Мтарфа

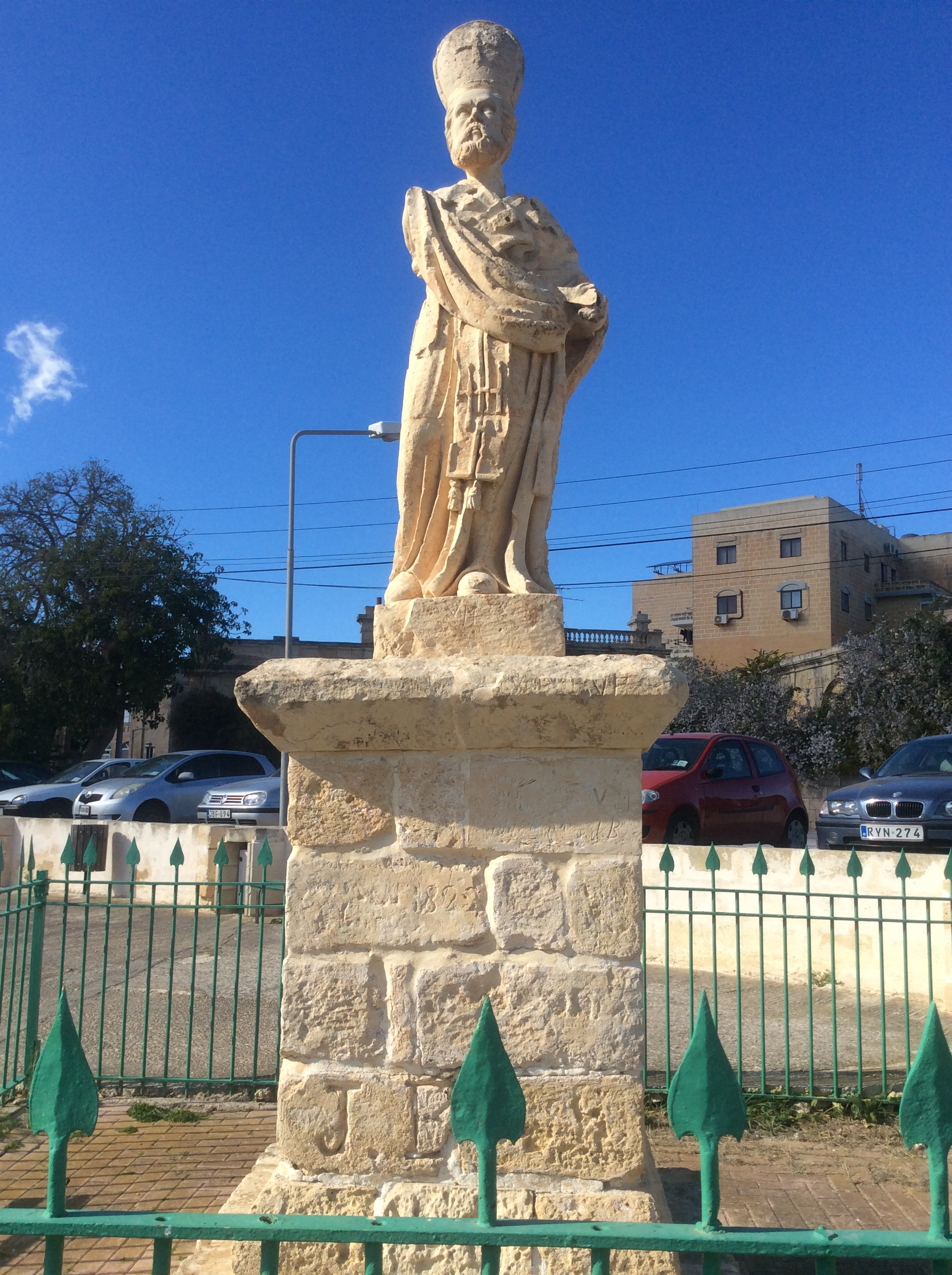
Статуя Святого Миколая, яка стоїть на місці колишнього храму Прозерпіни

- Buqana
- Ġnien Ħira
- Ħaż-Żmien
- Il-Marġ
- It-Tabija
- Sandar
- Santa Luċija
- Ta' Sagħat
- Ta' Slampa
- Tal-Għeriexem
- Tal-Kanuni
- Tal-Maħruq
- Tar-Rangu
- Tat-Tabija
- Wied il-Qliegħa

## Зовнішні посилання
Місцева рада Мтарфи